# دوبال‌میوه ساراواک
دوبال‌میوه ساراواک (نام علمی: Dipterocarpus sarawakensis) نام یک گونه از سرده دوبال‌میوه‌ها است.